# 上皮茨格羅夫鎮區 (新澤西州)
上皮茨格羅夫鎮區（英語：Upper Pittsgrove Township）是位於美國新澤西州塞勒姆縣的一個鎮區。

## 地方資料
上皮茨格羅夫鎮區的面積為104.60平方千米，當中陸地面積為104.23平方千米，而水域面積為0.37平方千米。根據2020年美國人口普查的數據，當地共有人口3432人，而人口密度為每平方千米32.81人。